# Koidma
Koidma is een plaats in de Estlandse gemeente Hiiumaa, provincie Hiiumaa. De plaats heeft de status van dorp (Estisch: küla).
Koidma lag tot in oktober 2013 in de gemeente Kõrgessaare, daarna tot in oktober 2017 in de gemeente Hiiu en sindsdien in de fusiegemeente Hiiumaa.

## Bevolking
De ontwikkeling van het aantal inwoners blijkt uit het volgende staatje:
| Jaar            | 2000 | 2011 | 2017 | 2019 | 2021 |
| --------------- | ---- | ---- | ---- | ---- | ---- |
| Aantal inwoners | 11   | 5    | 14   | 14   | 10   |

## Geografie
Een deel van Koidma ligt in het natuurreservaat Pihla-Kaibaldi looduskaitseala (38,2 km²). De rivier Pihla stroomt door het dorp en vormt over een afstand van ca. 1,5 km de grens met het buurdorp Heigi.

## Geschiedenis
Koidma werd voor het eerst genoemd in 1565. Het dorp lag in de Wacke Korkeszar. Een Wacke was een administratieve eenheid voor een groep boeren met gezamenlijke verplichtingen. Vanaf 1633 lag het op het landgoed van Hohenholm (Kõrgessaare). Volgens een bron uit 1855 had het dorp ook twee alternatieve namen: Koima en Köma.
Rond 1950 werd het buurdorp Kanapeeksi bij Koidma gevoegd. In 1977 werd Koidma op zijn beurt bij Kidaste gevoegd. In 1997 werden Koidma en Kanapeeksi weer zelfstandige dorpen. Ook Risti, dat in de jaren dertig verdwenen was en in de vroege jaren zeventig bij Koidma hoorde, werd weer zelfstandig.